# Geoffrey de Havilland Junior
Geoffrey Roald de Havilland Jr. (* 18. Februar 1910 in Crux Easton, Hampshire; † 27. September 1946 bei Gravesend, Kent) war ein britischer Testpilot und Sohn des englischen Flugpioniers und Konstrukteurs Geoffrey de Havilland. Seine Geburt wurde 1910 im Kingsclere District in Hampshire registriert.
Geoffrey de Havilland Jr. wurde der Cheftestpilot der De Havilland Aircraft Company und absolvierte die Erstflüge der Typen De Havilland DH.98 Mosquito und De Havilland Vampire. 
1945 wurde ihm der Orden des Britischen Empire verliehen.
Er starb am Abend des 27. September 1946 bei Hochgeschwindigkeitstests mit dem Experimentalflugzeug De Havilland DH.108 Swallow über der Mündung der Themse. Die Überreste des Flugzeugs wurden am nächsten Tag im Sumpf von Egypt Bay bei Gravesend in Kent gefunden. Der 1952 gedrehte Film The Sound Barrier von David Lean basiert auf diesem Ereignis.